# Опала (вулкан)
Опа́ла (Опальская сопка, Апальская сопка, Апачинская сопка) — действующий стратовулкан на юге полуострова Камчатка, относится к типу Сомма. Расположен неподалёку от рек Толмачёва и Опала и является частью депрессии Толмачёв Дол.
Опала является стратовулканом с симметричным конусом, изрезанным глубокими барранкосами. Стратовулкан образовался в голоцене. Он располагается в более древней кальдере эксцентрично, занимая её северную часть. Диаметр основания конуса равен 12 км, а его относительная высота — 1400 м. Кальдера, имеющая диаметры 13 и 19 км, образовалась в позднем плейстоцене на базальтовом щите, имеющем диаметр 25 км.
Вулкан считается активным, известные извержения происходили в 1776, 1827, 1854, 1894 годах. В вершинной части в центральном кратере — активные фумаролы. В настоящее время на территории кальдеры вулкана наблюдаются мощные выходы минеральных источников, со значительным выделением газов.
Среди многочисленных вулканов Толмачёва Дола, большинство которых относится к потухшим и сильно разрушенным, Опала является самым высоким вулканом. Одиночно стоящий конус Опалы хорошо виден с автотрассы из Петропавловска-Камчатского в Усть-Большерецк, пролегающей к северу от вулкана. С западной стороны от Опалы располагается древний щитовой вулкан Большая Ипелька, с восточной — озеро Толмачёва, за которым находятся вулканы Горелый и Мутновский.
20 августа 2003 года в районе вулкана разбился вертолёт Ми-8, на котором находился губернатор Сахалинской области Игорь Фархутдинов.